# St. Mary’s (Alaska)
St. Mary’s – miasto w Stanach Zjednoczonych, w stanie Alaska, w okręgu Wade Hampton.